# Арктически съвет
Арктическият съвет е международна регионална структура, създадена по инициатива на Финландия през 1996 г. с цел опазване на околната среда и осигуряване на развитието на северните полярни и приполярни райони.

## История
По инициатива на правителството на Финландия през септември 1989 г. се провежда официална среща между представители на 8-те арктически страни в Рованиеми, където са обсъдени възможни мерки за запазване на уникалната околна среда в арктическото пространство. Срещата е последвана от няколко подготвителни форума в Йелоунайф, Канада през април 1990 г., Кируна, Швеция през януари 1991 г. и Рованиеми през юни 1991 г. На последната е приета Стратегия за опазване на околната среда в Арктика от министрите на бъдещите държави членки.
В процеса на работа по предприетата програма се създават тесни връзки, които по-късно довеждат и до създаване на международната организация. Декларацията за учредяването на Арктическия съвет е подписана на 19 септември 1996 г. в Отава (Канада) в присъствието на официални представители на 8-те държави, граничещи с Арктика.

## Стратегия
Арктическият съвет е натоварен с няколко основни задачи, сред които:
- Програма за мониторинг и оценка – занимаваща се с контрол и оценка на влиянието на човешката дейност върху природата, както и публикуване на доклади за моментния статус и бъдещите рискове.
- Опазване на арктическата флора и фауна – с цел запазването на разнообразието на видовете и техните места на обитание; защита на екосистемата от рискове; подобряване на правната база и регулациите касаещи Арктика; интеграция на арктическите интереси в световните приоритети по опазване на флората.
- План за превенция, подготовка и готовност за навременна намеса при спешна нужда – работна група, сформирана за изготвяне на рамка за бъдещо сътрудничество при кризисни ситуации и заплахи предимно от замърсявания.
- Защита на арктическата морска среда.
- Устойчива програма за развитие.

## Държави членки
Арктическият съвет се състои от осем държави:
- Канада – 40% от територията и 85 000 жители се намират в арктическия кръг
- Дания (представляваща интересите и на Гренландия и Фарьорските острови)
- Финландия
- Исландия
- Норвегия
- Русия
- Швеция
- САЩ

Предоставена е възможността на шест международни организации, представляващи местните хора на Арктика, да присъстват със статут на постоянни участници. Коренните жители съставляват 1/4 от цялото население в чертите на северния полярен кръг, чиято обща численост е приблизително 2 милиона души.

## Наблюдатели

### Постоянни
- Франция
- Германия
- Нидерландия
- Великобритания
- Полша
- Испания

### С особен статут
- ЕС
- Китай
- Италия
- Япония
- Южна Корея

След приемането на наблюдателите в съвета, те трябва да бъдат канени на срещите му. Препоръчително е да участват на ниво работни групи. Могат да правят предложения чрез държава членка или да излагат изявления, предложения или виждания по конкретни дискутирани теми.
Наблюдатели са също така девет междуправителствени и междупарламентарни организации, както и единадесет неправителствени организации.

## Председателство
Председателството на Арктическия съвет се осъществява на ротационен принцип, като всяка една от осемте държави участва в управлението му за период от две години. Изпълняващият длъжността председател координира съвместните проекти и срещи между членовете, като същевременно представлява съвета пред света.
Председатели по години:
- 1996-1998 – Канада
- 1998-2000 – САЩ
- 2000-2002 – Финландия
- 2002-2004 – Исландия
- 2004-2006 – Русия
- 2006-2009 – Норвегия
- 2009-2011 – Дания
- 2011-2013 – Швеция

Срещи на министерско равнище се провеждат веднъж на всяко 2-годишно председателство.
Хронология на срещите:
- Канада (1998)
- САЩ, Аляска (2000)
- Финландия, Инари (2002)
- Исландия, Рейкявик (2004)
- Русия (2006)